# Simon Janczewski
Simon Janczewski (* 26. Januar 1926 in Reims als Zygmunt Janczewski; † 5. Januar 1989) war ein französischer Fußballspieler und -trainer polnischer Herkunft.

## Spielerkarriere
Janczewski wurde als Kind polnischer Eltern in Frankreich geboren und war Bürger des Heimatlandes seiner Vorfahren, bis der damals Achtjährige am 26. April 1934 die französische Staatsbürgerschaft erhielt; seinen Geburtsnamen Zygmunt änderte er angesichts dessen in Simon. Von 1943 an lief er für einen Amateurverein aus Soissons auf. Der 174 Zentimeter große Abwehrspieler wurde vom Erstligisten FC Sochaux entdeckt und 1948 von diesem unter Vertrag genommen. Obwohl zur damaligen Zeit Ein- und Auswechslungen noch nicht möglich waren, konnte er sich im Verlauf seiner ersten Spielzeit im Team etablieren und wurde im Verlauf der folgenden Jahre zum Leistungsträger auf der rechten Abwehrseite. Die Saison 1952/53 brachte ihm mit dem Gewinn der Coupe Charles Drago seinen ersten nationalen Titel ein und er erreichte mit seiner Mannschaft die Vizemeisterschaft, doch büßte Janczewski zugleich seinen Stammplatz ein.
1953 unterschrieb er beim Ligakonkurrenten Girondins Bordeaux; bei Bordeaux war er wieder unumstritten und gehörte ebenfalls einer Spitzenmannschaft an. Darüber hinaus gelang dem Team 1955 der Einzug ins nationale Pokalfinale, das jedoch mit 2:5 gegen den OSC Lille verloren ging. Ein Jahr darauf folgte der Abstieg, sodass Janczewski erstmals den Gang in die Zweitklassigkeit anzutreten hatte. Nach einem Zweitligajahr, in dem der Aufstieg verpasst wurde, beendete er 1957 mit 31 Jahren nach 214 Erstligapartien ohne Tor sowie 35 Zweitligapartien mit einem Tor seine aktive Laufbahn.

## Trainerkarriere
Direkt im Anschluss an seine Spielerlaufbahn begann der Ex-Profi 1957 mit seiner Arbeit als Trainer bei einem Amateurverein aus Facture bei Bordeaux. 1960 wechselte er zu einem Verein aus Arès und übernahm bis 1962 dieselbe Funktion. Zuletzt trainierte er einen Verein aus Cazaux; eine Anstellung als Coach bei einem Profiklub erreichte er allerdings nicht.